# Östers IF (ishockey)
Östers IF spelade ishockey fram till 1971, då man gick samman med Växjö IK och bildade Växjö HC.  Laget spelade i Division I säsongen 1963/1964.

### Fotnoter
1. ↑  ”Allsvenskan 1963/64”. Svenskhockey.com. Arkiverad från originalet den 25 april 2012. https://web.archive.org/web/20120425045859/http://www.svenskhockey.com/gamall/63_64.html. Läst 25 augusti 2013.
2. ↑  ”Championnat de Suède 1963/64” (på franska). Hockey Archives. https://www.hockeyarchives.info/Suede1964.htm. Läst 31 augusti 2021.